# Franciszek Gawełek
Franciszek Gawełek (ur. 4 lutego 1884 w Radłowie, zm. 8 września 1919 w Częstochowie) – polski etnograf, nauczyciel gimnazjalny.

## Życiorys
Urodził się 4 lutego 1884 w Radłowie jako czwarty syn w wielodzietnej rodzinie Jana (ur. 1840) i Tekli z domu Dulian. Był bratem m.in. Józefa (ur. 1879, nauczyciel, kierownik szkoły w Woli Radłowskiej) i Marii (1887-1965, po mężu Hrycaj). Uczył się w szkole podstawowej w rodzinnym Radłowie. Od 1899 kształcił się w C. K. I Gimnazjum w Tarnowie, gdzie w 1907 ukończył z odznaczeniem VIII klasę oraz zdał egzamin dojrzałości z odznaczeniem. Od 1907 do 1912 odbywał studia w zakresie archeologii prehistorycznej, etnografii oraz antropologii na Uniwersytecie Jagiellońskim u boku profesorów Włodzimierza Demetrykiewicza i Juliana Talko-Hryncewicza. Podczas nauki uniwersyteckiej otrzymywał stypendium im. dr. Józefa Katarzyńskiego. 21 kwietnia 1913 otrzymał stopień naukowy doktora filozofii na podstawie trzech prac naukowych. W późniejszych latach ogłosił wiele prac poświęconych obrzędom ludu polskiego. Publikował również w krakowskim dzienniku „Nowa Reforma”. W swojej pracy naukowej zajmował się macierzystą ziemią radłowską.
Był współorganizatorem założonego w 1911 Muzeum Etnograficznego w Krakowie, na rzecz którego gromadził fundusze oraz zbiory oraz był członkiem zwyczajnym Towarzystwa Muzeum Etnograficznego w Krakowie. Od 1914 do 1919 zasiadał w Komisji Antropologicznej C. K. Akademii Umiejętności w Krakowie, od 1918 Polskiej Akademii Umiejętności. Od 1911 jako praktykant uczył języka polskiego w C. K. III Gimnazjum w Krakowie. W 1912 był zatrudniony jako pomocnik bibliotekarza w Muzeum Techniczno-Przemysłowym w Krakowie. Od października do listopada 1913 w charakterze zastępcy nauczyciela był nauczycielem języka niemieckiego w C. K. V Gimnazjum w Krakowie, po czym został przeniesiony do filii C. K. Gimnazjum św. Jacka w Krakowie, w 1915 przemianowanej na C. K. VII Gimnazjum im. Adama Mickiewicza, gdzie uczył języków łacińskiego, greckiego i polskiego oraz historii do 1919. W tym okresie w 1916 otrzymał stanowisko asystenta w Zakładzie Antropologicznym UJ. Po odzyskaniu przez Polskę niepodległości, w 1919 otrzymał nominację na kierownika planowanej Katedry Etnografii na Katolickim Uniwersytecie Lubelskim.
W dniu 8 września 1919 uległ wypadkowi podczas polowania w majątku hrabiego Stanisława Tarnowskiego, gdy upadł z konia, po czym zmarł w Szpitalu Najświętszej Marii Panny w Częstochowie w nocy z 8 na 9 września 1919 (formalnie przyjęto datę śmierci 9 września 1919). Pierwotnie został pochowany w tym mieście 11 września 1919, po czym w listopadzie 1919 jego szczątki przeniesiono do grobowca rodzinnego na cmentarzu w rodzinnym Radłowie.
Jego siostrzenicą była Aleksandra Żyłka-Żebracka (córka Marii Hrycaj z domu Gawełek), zamężna z płk. Zygmuntem Żyłką-Żebrackim.

## Publikacje
- Czarownik z Rząchowy w pow. Brzeskim (1909, także w MAAE, t. X (1910))
- Przesądy, zabobony i środki lecznicze i wiara ludu w Radłowie w pow. brzeskim (1908)
- Kilka słów o mieszkańcach Jaworzna na Śląsku (1909)
- Konik zwierzyniecki (1910, także w: „Rocznik Krakowski” Tom XVIII/1919, s. 130-181)
- Palma, jajko i śmigus w praktykach wielkanocnych ludu polskiego (1911)
- Wielkanoc (zarys zwyczajów) (1911)
- Nowe muzeum w Krakowie (1911)
- Podhorce (1914)
- Bibliografia ludoznawstwa polskiego (1914)
- Trzydzieści trzy dni najazdu rosyjskiego (z własnych przeżyć i obserwacyi) (1915)
- Oblewanka (dyngus, śmigus) (1915)
- Bibliografia ludoznawstwa litewskiego (1918)
- O znaczeniu masek zwierzęcych w zwyczajach świątecznych ludowych
- O znaczeniu liczb czarodziejskich w wierzeniach i praktykach lekarskich ludu
- Żółkiew (1919)
- Sprawa podziału ziemi w Polsce (1919)

W 2010 roku nakładem krakowskiej Księgarni Akademickiej ukazał się obszerny wybór pism Gawełka Konik zwierzyniecki, wianki i sobótki, opracowany przez prof. Franciszka Ziejkę.